# Brofebarbital
Brofebarbital es un derivado de barbitúricos. Tiene efectos sedantes e hipnóticos y se considera que tiene un potencial de abuso moderado.